# Vlag van Heusden-Zolder
De vlag van Heusden-Zolder werd door de gemeenteraad op 25 november 1982 officieel vastgesteld als de gemeentelijke vlag van de Belgisch Limburgse gemeente Heusden-Zolder. Op 3 december 1984 werd hij door het Bestuur van Vlaanderen bevestigd en uiteindelijk gepubliceerd op 8 juli 1986 in het officiële Belgisch Staatsblad.
Officieel wordt de vlag beschreven als:
Geel met een rechtopstaand groen eikeblad, met een eikel aan weerszijden aan de steel.
De gele kleur van het veld werd gekozen als een kleur die voorkomt in de vroegere wapens van zowel Heusden als Zolder. Het eikenblad en de eikels herinneren aan het vroegere domein Houeljken, oorspronkelijk bekend als Houdt Eijken, het Eikenbos.

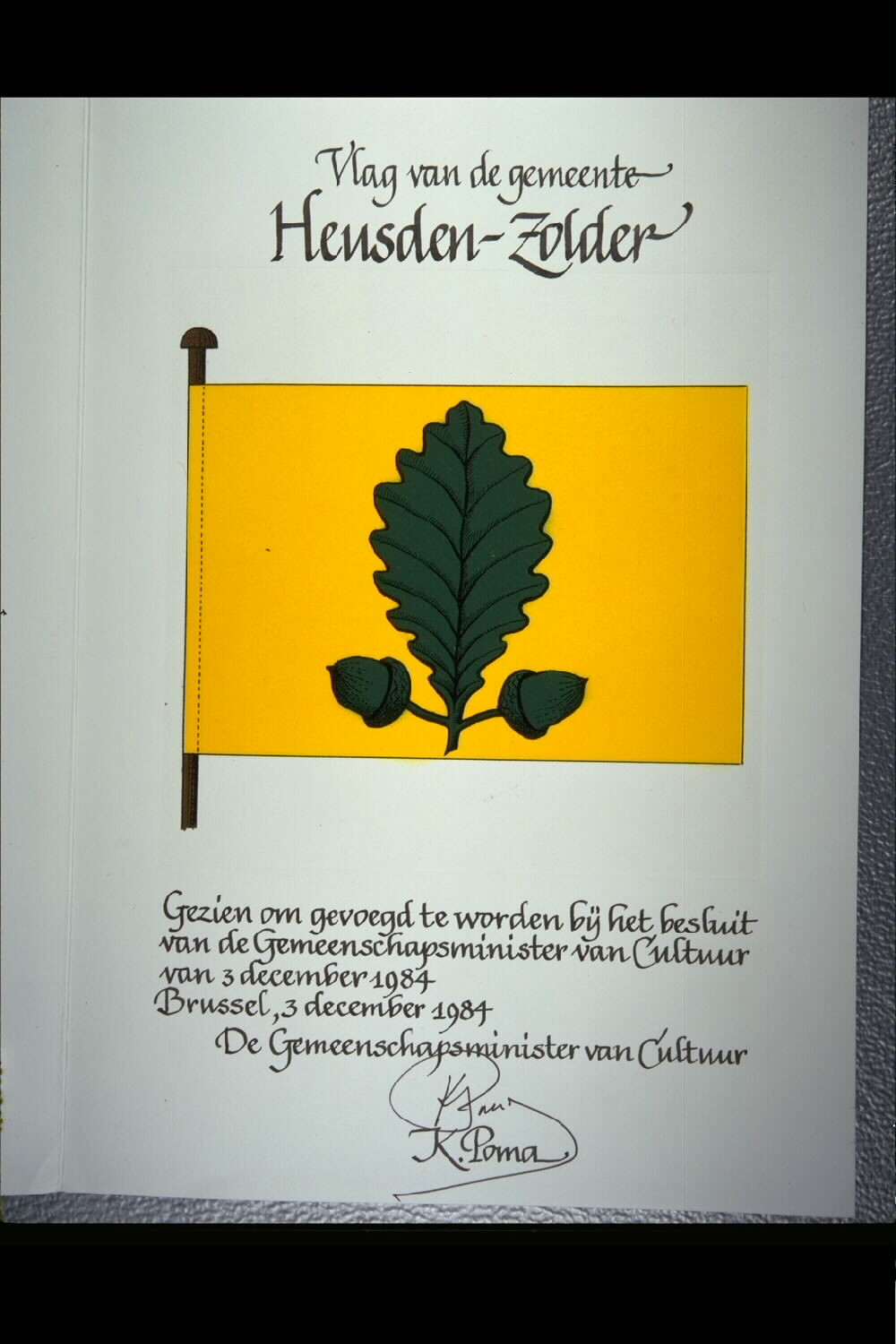
Ontwerp vlag getekend door Karel Poma